# Indium(III)chloride
Indium(III)chloride, ook wel indiumtrichloride is de chemische verbinding van indium en chloor met de formule {\displaystyle {\ce {InCl3}}}. Dit zout is een witte, vlokachtge vaste stof die in de organische synthese toegepast wordt als lewiszuur. Het is eveneens de makkelijkst toegankelijke oplosbare indium-verbinding.

## Synthese en structuur
Als relatief elektropositief metaal reageert indium snel met chloorgas tot {\displaystyle {\ce {InCl3}}}. Het zout is zeer goed oplosbaar in water en vervloeid makkelijk met waterdamp uit de lucht. Er is ook een synthese beschreven waarbij gebruik gemaakt wordt van een elektrochemische cel waarbij een mengsel van benzeen en methanol als oplosmiddel fungeert.
Net als AlCl3 en TlCl3, kristalliseert InCl3 als een dichtste stapeling van chloride-ionen waarin octaëdrische gecoördineerde indium(III)-ionen in lagen een plaats vinden. Deze structuur komt ook voor in YCl3, maar niet GaCl3. Gallium staat in het periodiek systeem in dezelfde groep, maar een periode eerder en {\displaystyle {\ce {GaCl3}}} kristalliseet als dimeer: {\displaystyle {\ce {Ga2Cl6}}}. Gesmolten {\displaystyle {\ce {InCl3}}} geleidt de elektrische stroom, terwijl {\displaystyle {\ce {AlCl3}}}, ook in dezelfde groep als indium, maar nog een periode eerder dan gallium, dit niet doet maar overgaat in een moleculair dimeer {\displaystyle {\ce {Al2Cl6}}}.

## Reacties
{\displaystyle {\ce {InCl3}}} is een lewiszuur en vormt makkelijk complexen met liganden "L" van het type {\displaystyle {\ce {InCl3L}}}, {\displaystyle {\ce {InCl3L2}}} en {\displaystyle {\ce {InCl3L3}}}. Met het chloride-ion worden bijvoorbeeld het tetraëdrische {\displaystyle {\ce {InCl4^{-}}}}, het ion {\displaystyle {\ce {InCl5^{2-}}}} als trigonale bipyramide en het octaëdrische {\displaystyle {\ce {InCl6^{3-}}}}-ion gevormd..
Opgelost in ether reageert {\displaystyle {\ce {InCl3}}} met lithiumhydride, {\displaystyle {\ce {LiH}}}, waarbij {\displaystyle {\ce {LiInH4}}} gevormd wordt. Deze instabiele verbinding ontleed al beneden 0 °C, en wordt in de organische synthese in situ gegenereerd en gebruikt als reducerend reagens en als uitgangsstof voor tertiaire amine- en fosfine-complexen van indigaan, {\displaystyle {\ce {InH3}}}.
Trimethylindium, {\displaystyle {\ce {In(CH3)3}}} kan op basis van {\displaystyle {\ce {InCl3}}} op verschillende manieren bereid worden. De reacties verlopen in di-ethylether. Methyllithium of het grignard-reagens {\displaystyle {\ce {MeMgI}}} leiden beide tot {\displaystyle {\ce {In(CH3)3}}}. Triethylindium ontstaat op vergelkijkbare wijze als {\displaystyle {\ce {Ch3CH2MgBr}}} als grignard-reagens wordt ingezet.
{\displaystyle {\ce {{InCl3}+ 3LiMe -> {Me3In.OEt2}+ 3LiCl}}}
{\displaystyle {\ce {{InCl3}+ 3MeMgI -> {Me3In.OEt2}+ 3MgClI}}}
{\displaystyle {\ce {{InCl3}+ 3EtMgBr -> {Et3In.OEt2}+ 3MgBr2}}}
Met metallisch indium reageert {\displaystyle {\ce {InCl3}}} bij hoge temperatuur tot op het oog verbindingen met een lagere valentie van indium. Deze verbindingen worden echter meestal beter beschreven als gemengde indium(I)indium(III)-verbindingen. Voorbeelden zijn: In5Cl9, In2Cl3 en InCl.

## InCl3als katalysator
Indium(III)chloride wordt als lewiszuur ingezet als katalysator in organische reacties als de Friedel-Craftsacylerings en Diels-Alderreacties. Als voorbeeld van de laatste reactie kan onderstaand voorbeeld dienen. De reactie wordt uitgevoerd bij kamertemperatuur met een 1 mol% katalysator in een acetonitril-water mengsel. De eerste stap is een Knoevenagel-condensatie tussen het barbituurzuur (zwart) en het aldehyde (blauw). De tweede stap is de Diels-Alderreactie tussen het condensatieproduct en de onverzadigde ether (rood). Met de katalisator is de opbrengst 90% en het transisomeer vertegenwoordigt daarvan 70%. Zonder katalysator is de opbrengst slechts 65% met 50% trans product. De aanduiding trans heeft betrekking op de oriëntatie van de fenylring (blauw) en de ethoxygroep aan de ring. Trans wil zeggen dat de ene groep naar boven wijst, terwijl de andere naar onder staat.